# Rukn ud din Firuz

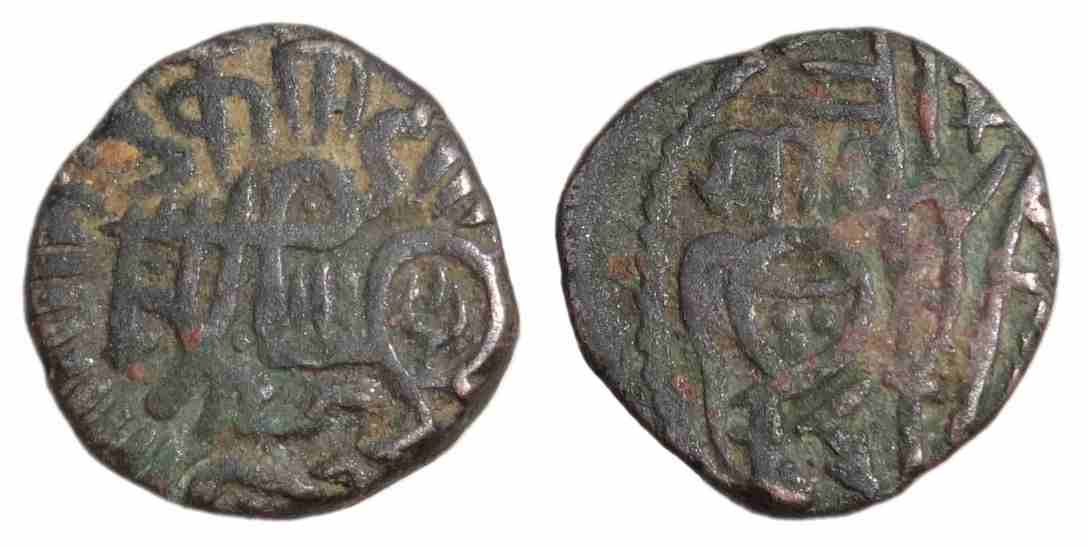

Rukn ud din Firuz fue el cuarto sultán del Sultanato de Delhi, miembro de la Dinastía de los Mamelucos o de los esclavos. Gobernó por un poco más de seis meses. Antes de convertirse en sultán, fue gobernador del estado real de Badayun. Fue el hijo de Iltutmish (1211–36) y fue educado para convertirse en su sucesor. Como el nuevo gobernante tenía las siguientes cualidades; Aristocracia física, comportamiento cortés y conciencia resuelta. Él era una persona auto-dotada y pasó gran parte de su tiempo resolviéndose en la música. Aprovechándose de su vulnerabilidad como rey, su madre Shah Turkan abrazó todo el poder del trono para ella. Como persona, Shah Turkan era un gobernante tiránico, muchas personas del reino fueron asesinadas. Sin embargo, después de la muerte de Iltutmish en abril de 1236, fue visto como no apto para gobernar y fue asesinado en noviembre de 1236.